# کاپیتان بیف‌هارت
کاپیتان بیف‌هارت (انگلیسی: Captain Beefheart؛ ۱۵ ژانویهٔ ۱۹۴۱ – ۱۷ دسامبر ۲۰۱۰) موسیقی‌دان آوانگارد، خواننده و نقاش اهل ایالات متحده آمریکا بود. وی بین سال‌های ۱۹۶۴ تا ۱۹۸۲ میلادی فعالیت می‌کرد.